# Marchouch
Marchouch (en àrab مرشوش, Marxūx; en amazic ⵎⵕⵛⵓⵛ) és una comuna rural de la província de Khémisset, a la regió de Rabat-Salé-Kenitra, al Marroc. Segons el cens de 2014 tenia una població total de 11.724 persones.